# Stemma di Giugliano in Campania
Lo stemma della Città di Giugliano in Campania è costituito da uno scudo sannitico che raffigura una donna, vestita d'azzurro e di giallo, dormente e sdraiata sulla spiaggia della Campania felix, con il capo poggiato sul braccio destro sopra un prato verdeggiante fiorito di gigli. Lo scudo è timbrato da una corona da città. Sono presenti sullo stemma un ramo di alloro e uno di quercia, simboli di gloria e forza.

## Blasonatura

### Stemma
La blasonatura dello stemma, concesso con R.D. del 26 luglio 1876, è la seguente:
(Collezione celerifera delle leggi, decreti, istruzioni e circolari, 1877, anno LVI, p. 289)
Anche se non riportata dal decreto, lo scudo è di norma circondato, lateralmente e inferiormente, dalla scritta "Universitas Julianensis Oppidum Campaniæ".

### Gonfalone

Gonfalone, versione azzurra

La descrizione del gonfalone,  da D.P.R. di concessione del 26 settembre 1954, è la seguente:
Anche se ufficialmente il gonfalone è solo azzurro, la versione adottata dal comune è un drappo troncato di azzurro e giallo, riportante lo stemma cittadino insieme con l'iscrizione "Città di Giugliano in Campania".

## Storia
L'origine dello stemma giuglianese è generalmente legato alle origini cumane della città.
Al centro dello stemma è rappresentata una donna incinta che dorme in riva al mare: l'immagine sarebbe un richiamo alla fertilità del territorio della Campania Felix e il legame con Cuma è dato anche dal suo nome greco Kume che ha la stessa radice di kumaino che significa "sono incinta". Inoltre, lo stemma di Cuma, nel 1686, veniva descritto in modo simile: "partito in faccia, la superiore d'azurro con vna Giovane sedente sopra un letto di mare, che forma la parte inferiore ad onde, d'azurro, & argento".
La più antica rappresentazione dello stemma di Giugliano in Campania si trova in un affresco del chiostro del convento francescano di Santa Maria delle Grazie (XVII secolo), accompagnato dal cartiglio "Cumana posteritas". Un'altra antica rappresentazione, posta su una tela, è presente all'interno della Chiesa di Santa Sofia, inoltre, sul campanile della chiesa è posizionato un bassorilievo su cui è rappresentata la donna dormente con la scritta "CVMA".